# Stade Olympique Maréchal Idriss Déby Itno
Le Stade Olympique Maréchal Idriss Déby Itno, inauguré le 23 mai 2025, est un stade de football situé à Mandjafa, dans le 7e arrondissement de N'Djaména, au Tchad.

## Situation
Le stade se trouve dans le 7e arrondissement de N'Djamena,.

## Histoire
Le projet de construction du stade a commencé le 23 novembre 2018  avec l'adoption en conseil des ministres d'un projet de décret présenté par le ministère chargé de l’Aménagement du territoire. Il prévoit l’affectation au profit du ministère chargé des sports d’un terrain d’une superficie de 33,76 hectares pour la construction du Stade à Mandjafa dans le 7e arrondissement de N'Djaména. 
Le 19 août 2019, le Président Idriss Déby  a procédé  à la pose de la première pierre de construction du  stade de Mandjafa.
Le Stade Olympique Maréchal Idriss Déby Itno avec l'inauguration courant 2025 est le fruit de la coopération entre la Chine et le Tchad. Sa construction est particulièrement suivie par le président, Mahamat Idriss Déby.
Le stade est nommé « Stade olympique Maréchal Idriss Déby Itno » selon le décret n° 0938 du 13 mai 2025.

## Financement
Le Stade Olympique Maréchal Idriss Déby Itno est un don de la République populaire de Chine. Sa construction dure 4 ans. 
Elle est dotée d'une capacité de 30 000 places, cette infrastructure sportive sera réalisée par une entreprise chinoise pour un investissement de 50 milliards de Francs CFA. Les travaux, ont duré 46 mois. 

## Le complexe

### Caractéristiques
- Capacité de 30 000 places[10]
- L’édifice est construit sur 33 000 m²[11].
- Il se trouve au bord du fleuve Chari[12].

### Équipements et infrastructures
La société Shaanxi Construction Engineering Group Co (SCEGC) est le constructeur du stade et prévoit sa livraison en mai 2025.
- Le complexe peut accueillir des manifestations culturelles.
- Le Stade Omnisports de Mandjafa est conçu pour accueillir des compétitions sportives internationales[14].

## Galerie

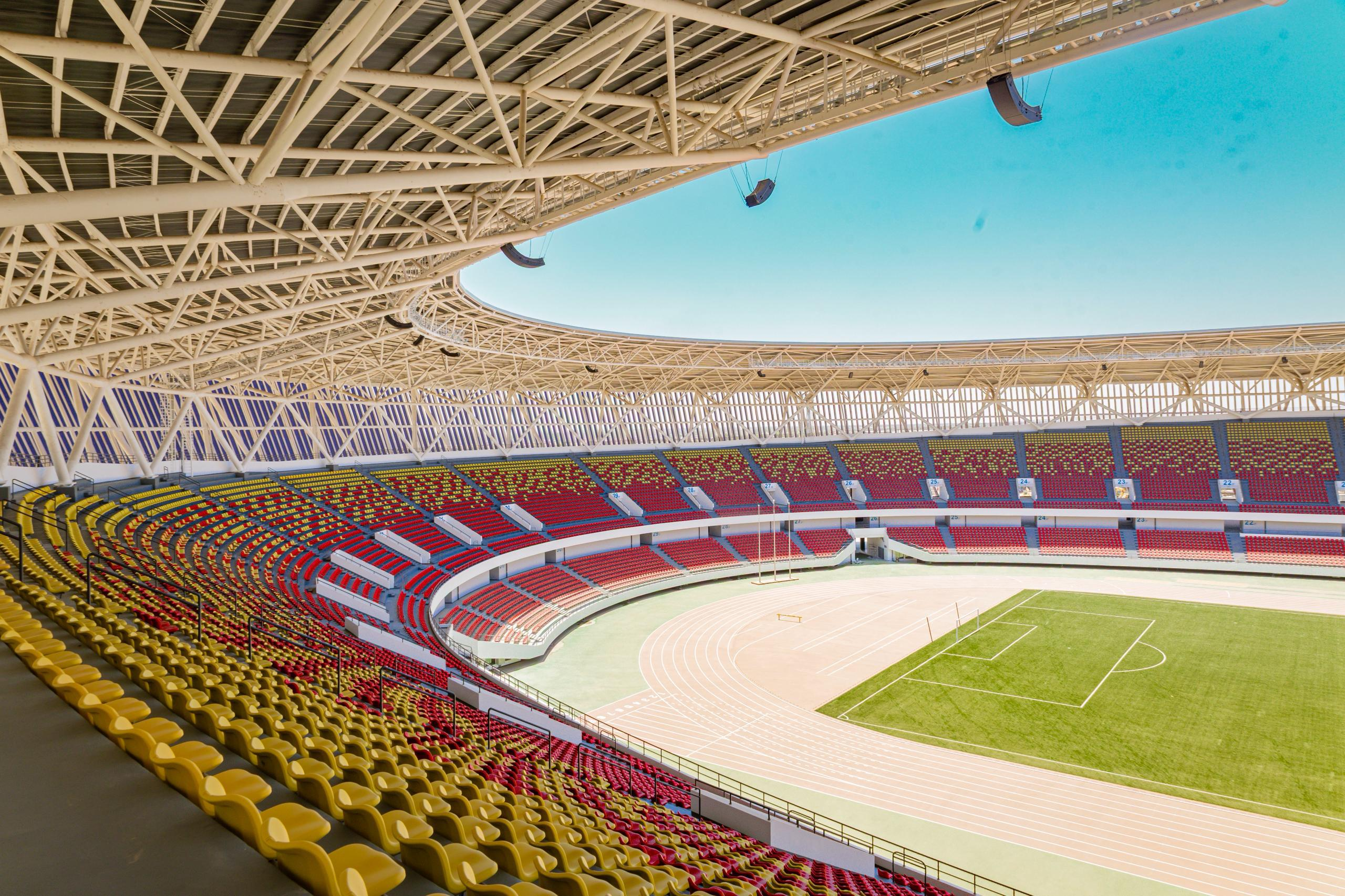
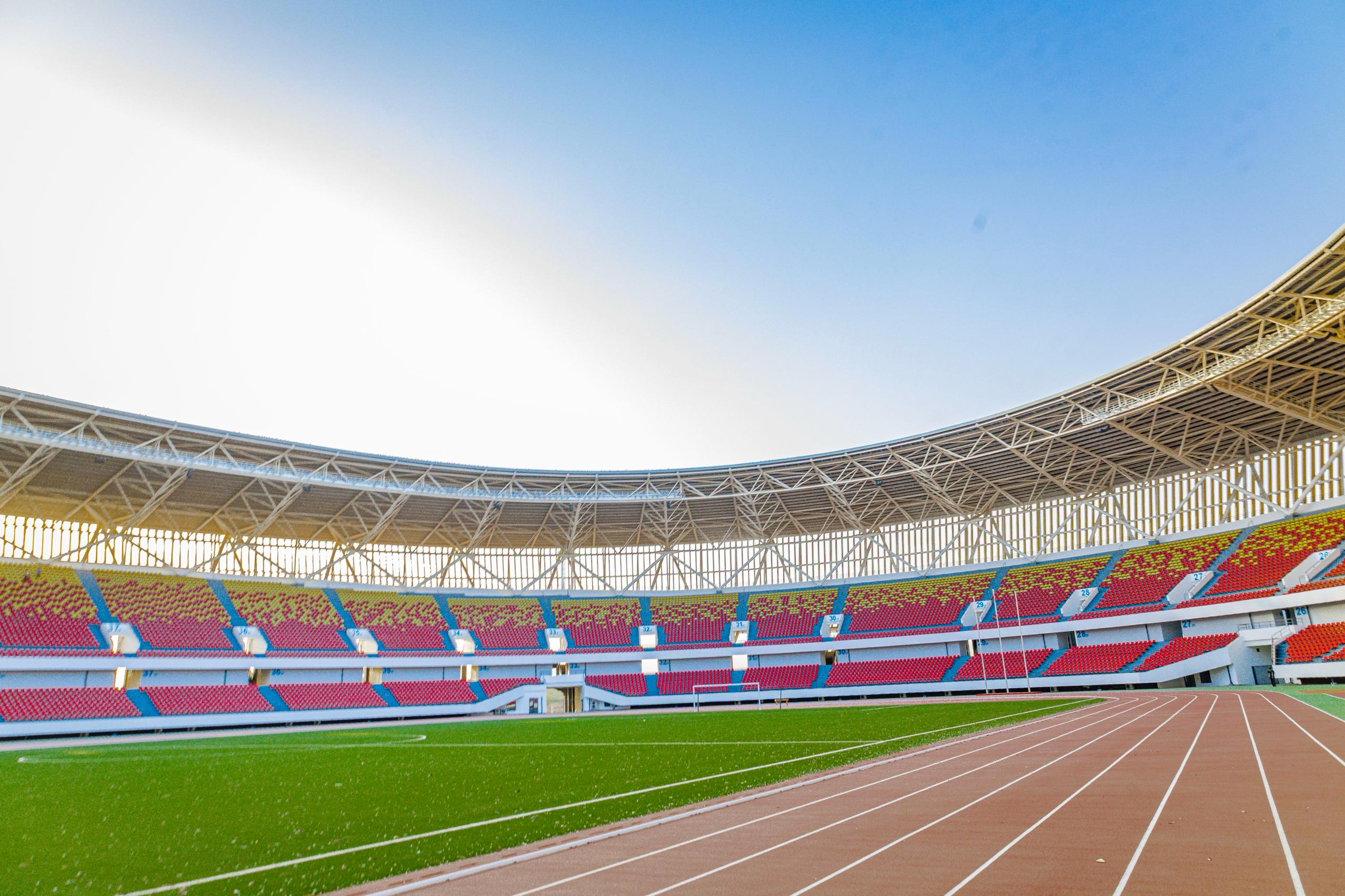
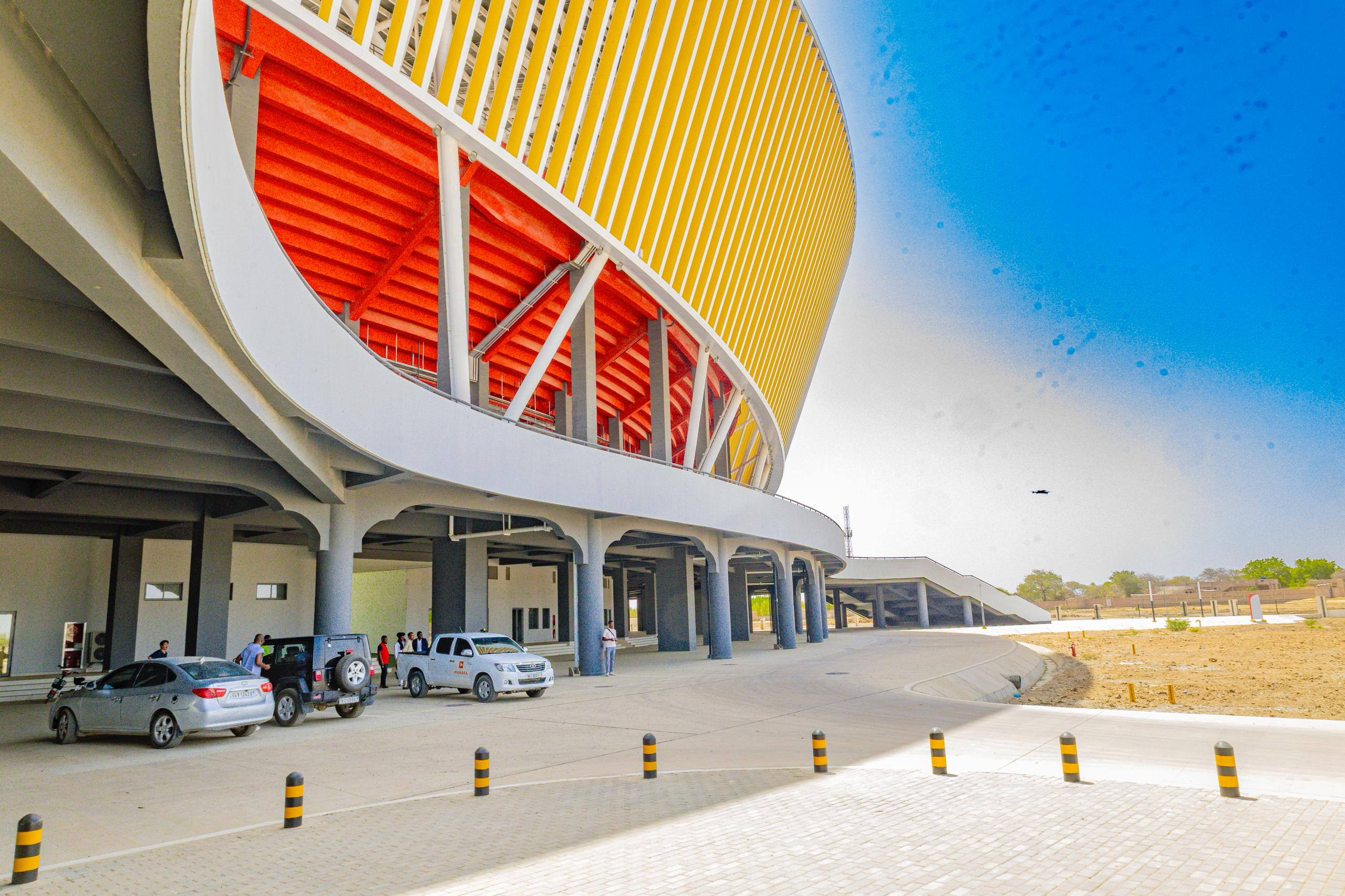
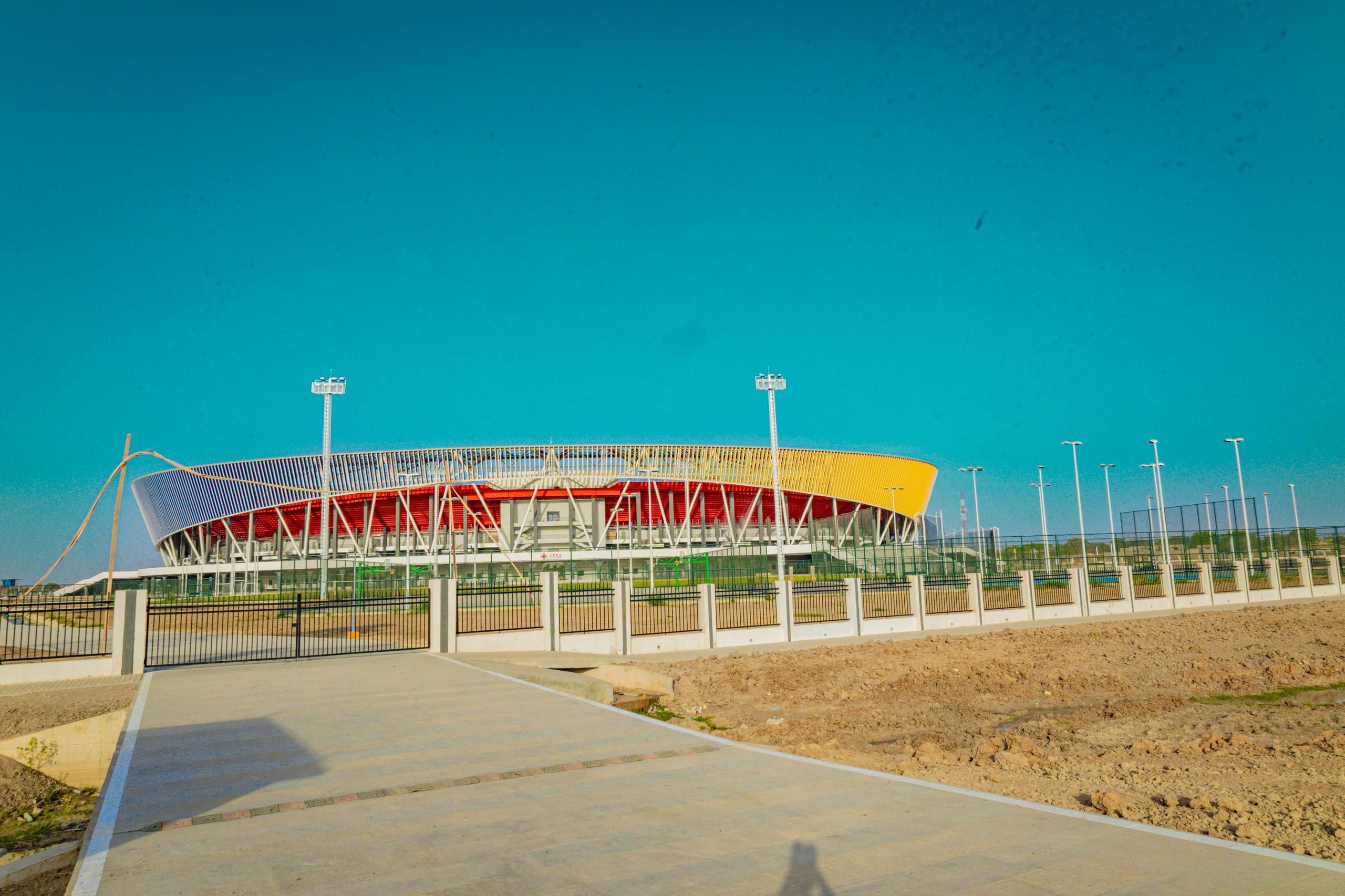